# Clara Iannotta
Clara Iannotta, née en 19 avril 1983 à Rome, est une compositrice italienne.

## Biographie
Clara Iannotta commence ses études musicales par l'apprentissage de la flûte à l'âge de six ans avec Michele Marasco,. Elle entre ensuite en classe de composition afin de mieux comprendre et analyser les œuvres qu'elle joue, pour servir son interprétation. En 2001, elle est première flûte et piccolo de la compagnie de théâtre Musici & Comici. Elle collabore souvent avec l’Orchestre de l’université de Roma Tre. Elle se produit avec le pianiste Simone Temporali.
Elle se tourne ensuite vers la composition, étudiant au Conservatoire de Milan avec Alessandro Solbiati (2006-2010). Elle suit les cours de composition au Conservatoire de Milan, dans la classe d’Alessandro Solbiati. Elle étudie la musique électronique avec Michele Tadini et Jacopo Baboni-Schilingi. Elle a assisté aux masterclass de composition de Mauro Cardi, Alessandro Solbiati, Luca Francesconi et Alessandro Melchiorre.
En 2007, elle est sélectionnée parmi les compositeurs des conservatoires italiens pour écrire une œuvre destinée au Festival de Musique contemporaine à Prato : La Botte dell’Odio. En mai, elle compose une pièce à la mémoire de Domenico Scarlatti : Scarlet Inspiration, pièce jouée au Teatro Dal Verme de Milan en juin et juillet 2007. En juillet, au Castello di Sermoneta, son œuvre Tarataika est jouée par Francesco Dillon au violoncelle, Roberto Prosseda au piano et Annamaria Morini à la flûte. En septembre, elle est lauréate, avec quatre autres compositeurs, du Concours LIMES pour la ré-instrumentation de quarante airs tirés de L'Opéra de quat'sous. L’opéra est représenté en novembre 2007 au Conservatoire G. Verdi de Milan.
En juillet 2008, elle participe avec sa pièce Crossing the bridge au 5e Forum international des jeunes compositeurs, organisé par l’ensemble Aleph, au Centre Culturel de Rencontres du Couvent Sainte-Marie de La Tourette, à Éveux.
Elle fait ensuite ses études au Conservatoire national supérieur de musique et de danse de Paris de 2010 à 2012 avec Stefano Gervasoni puis Frédéric Durieux. Elle suit, en parallèle, le cursus de composition et d'informatique de l'Institut de recherche et coordination acoustique/musique en 2010 et 2011 sous la direction de Yan Maresz,.
En 2011, elle a bénéficié de bourses du projet Movin'Up du Ministero per i Beni e le attività Culturali, participe à l'International Academy du Moscow Contemporary Music Ensemble (Perm) avec Franck Bedrossian et Pierluigi Billone et à l'atelier Voix Nouvelles (Royaumont) avec la participation de Brian Ferneyhough, Mark Andre et Hèctor Parra. Toujours en 2011, Clara Iannotta est nommée boursière de la «Fondation Berger-Levrault» du Centre international Nadia et Lili Boulanger (pour l'année 2011-2012).
En 2012, elle séjourne en résidence d'été à Harvard (Cambridge), avec Chaya Czernowin, Steven Takasugi et Hans Tutschku.
Elle étudie aussi à Berlin en 2013, où elle est l'hôte du Programme Culturel Musical du DAAD de Berlin, donnant notamment en janvier 2013 un concert avec le Kammerensemble Neue Musik Berlin. Puis elle fait un doctorat en composition à l'Université Harvard entre 2014 et 2018, sous la direction de Chaya Czernowin. Elle suit aussi les master-classes de nombreux compositeur parmi lesquels Franck Bedrossian, Steven Takasugi, Mark Andre, Beat Furrer, Hanspeter Kyburz, Tristan Murail, Ivan Fedele, Bruno Mantovani, Hugues Dufourt...
En 2013, elle fait partie des 13 artistes sélectionnés pour le Gaudeamus Prize Muziekweek 2013.
En 2014, elle est au Takefu International Music Festival (Japon), puis en résidence pour un mois à l'Institut Culturel Italien de Paris.
Le 17 octobre 2014, son œuvre Intent on Resurrection – Spring or Some Such Thing est donnée par l'Ensemble intercontemporain (dir. M. Pintscher) à la Cité de la Musique (Paris) dans le cadre du festival d’Automne,,.
Clara Iannotta a reçu des commandes du Ministère de la Culture français, de Radio-France, d'International Composer Pyramid, de Résonance Contemporaine, du Maggio Musicale Fiorentino, du Festival Pontino et de l'Ensemble intercontemporain.

## Style
« J’aimerais par-dessus avoir une identité forte, et que l’on puisse dire en écoutant mes pièces : « Tiens, ça c’est Clara ! » Une signature sonore, c’est à la fois séduisant et encombrant. S’il est important que l’auditeur retrouve des critères communs dans ma musique, j’adore néanmoins changer et varier mes formes d’expression, notamment avec les combinaisons timbriques et le travail avec les instruments. J’aime me renouveler, la signature en tant que telle ne m’intéresse pas. Je préfère la personnalisation du son et surtout de la forme. »

— Entretien avec David Verdier (2014)

## Compositions

### Œuvres pour ensembles
- MOULT (2018) pour orchestre de chambre
- paw-marks in wet cement (ii) (2016) pour piano et ensemble[13]
- Troglodyte Angels Clank By (2015) pour ensemble
- Intent on Resurrection — Spring or Some Such Thing (2014) pour dix-sept musiciens, commande de l'Ensemble intercontemporain, intitulée d'après l’œuvre de l’écrivaine Dorothy Molloy (1942-2004), création mondiale au Festival d'automne à Paris, le 17 octobre 2014[10],[11],[12].
- La stagione dei bottoni (2013), pour ensemble, chœur d'enfants et électronique - création : Divertimento ensemble, direction Sandro Gorli, le 12 mai 2013, Auditorium Gruppo 24 Ore, Milan[14]
- Clangs (2012) pour violoncelle et 15 musiciens, dédiée à Alessandro Solbiati - création: Séverine Ballon et l'ensemble TM+ (dir. Laurent Cuniot) au Conservatoire National Supérieur de Paris, octobre 2012.
- D’après (2012) pour sept musiciens, dédiée à Alessandro Solbiati
- Aphones (2011) pour 17 musiciens, dédiée à sa grand-mère

### Musique de chambre
- The people here go mad. They blame the wind. (2013-2014), pour clarinette basse, violoncelle, piano et 12 boîtes à musique, commande du Westdeutschen Rundfunk for Wittener Tage für neue Kammermusik festival 2014, écrit et créé par le trio Catch le 10 mai 2014
- A Failed Entertainment[15] (2013), pour quatuor à cordes - création : Quatuor Diotima (dédicataire de l’œuvre), en novembre 2013.
- Mini (2013), pour voix, percussions, kalimba, sonnette de bicyclette, violon, violoncelle ; durée : env. 30 min. ; création : Ensemble Aleph (dédicataires), 4 juin 2013, Théâtre Dunois, Paris
- Un fuori con dentro un dentro pour viole d’amour (2013), pour alto; env. 8 minutes; création:  Marco Fusi, le 12 octobre 2013, Sala delle Colonne di Ca' Giustinian, Venezia, VE – Italia, lors du Festival Internazionale di Musica Contemporanea - La Biennale di Venezia[16]
- 3 sur 5 (2012-2013) pour deux percussionnistes et accordéon[17]
- Limun[18] (2011) pour violon, alto et deux tourneurs de pages; dédiée à Barbara Maurer et Melise Mellinger de l'Ensemble Recherche, créateur de l’œuvre[19]
- Il colore dell’ombra (2010) pour violon, violoncelle et piano
- siciliana-miniature (2009) pour trio à cordes
- Al di là del bianco (2009) pour clarinette basse et trio à cordes
- Crossing the Bridge (2008) pour clarinette, trompette, violon, violoncelle, piano, percussion[4]

### Œuvres solistes
- Glockengießerei (2011-12) pour violoncelle et électronique

## Récompenses et distinctions
- Premier prix de l'International Composition Competition du Conservatoire de Milan (2010)
- Premier prix du GAI de Milan (2010)

## Discographie
- 2010 Crossing the Bridge, plage 3 in CD - 5e Forum International des Jeunes Compositeurs, par l'Ensemble Aleph, 2010
- 2016 A Failed Entertainment[20] (RZ 10028)
- 2020 Earthing[21] (chez WERGO – WER 64332)
- 2021 MOULT [22] (Kairos - 0018004KAI)

### Entretiens
- (en + fr) « De la surprise - entretien Clara Iannotta / Makis Salomos (07/2008) », dans Carnet du 5e Forum International des Jeunes Compositeurs, Paris, 2008 (lire en ligne), p. 56-63
- « Entretien Clara Iannotta / David Verdier (30/09/2014) », Accents Online, le webmag de l'Ensemble intercontemporain,‎ 30 septembre 2014 (lire en ligne)

### Sur Iannotta
- (en) Emil Bernardt, « Wittener Tage für neue Kammermusik 2014 Programming new music: Tradition and the challenge of perspective. », Tempo, vol. 68, no 270,‎ 2014, p. 80-82.
- Guillaume Kosmicki, Compositrices: l'histoire oubliée de la musique, Le Mot et le reste, 2023 (ISBN 978-2-38431-022-7)
- (en + fr) Makis Solomos, « Clara Iannotta », dans Carnet du 5e Forum International des Jeunes Compositeurs, Paris, 2008 (lire en ligne), p. 52-63, contient biographie, descriptif de Crossing the bridge et entretien.